# Nathan Isgur
Nathan Isgur, né le 25 mai 1947 à South Houston, Texas et mort le 24 juillet 2001, est un physicien théorique américano-canadien.

## Distinctions
Nathan Isgur a reçu le Herzberg Prize (CAP), le Steacie Fellowship and Prize (NSERC) et la médaille commémorative Rutherford en physique (RSC).
En 2001, il remporte le prix Sakurai décerné par la Société américaine de physique.
Il est fellow de la Société royale du Canada et de la Société américaine de physique.